# مارک میدلر
مارک میدلر (روسی: Марк Петрович Мидлер؛ ۲۴ سپتامبر ۱۹۳۱ – ۳۱ مهٔ ۲۰۱۲) شمشیرباز اهل اتحاد جماهیر شوروی سوسیالیستی بود.
وی در مسابقات کشوری و بین‌المللی در مجموع برندهٔ ۲ مدال طلا شده‌است.